# Книга Єремії
Кни́га проро́ка Єремі́ї — найбільша пророча книга Старого Заповіту. Єдиного сюжету в ній немає, вона є зібранням різнорідних текстів: промови самого пророка, розповіді про нього, невеликі фрагменти історичних хронік. Проза та поезія чергуються всередині книги.

## Час написання
Пророк Єремія жив в епоху загибелі Юдейського царства. Палестина і Сирія стали тоді ареною боротьби двох «наддержав» стародавнього світу — Єгипту і Вавилону, що прийшов на зміну Ассирії. Останні царі Юдеї, а разом з ними і весь народ країни, виявилися заручниками цієї боротьби. Цар Йосія був убитий єгиптянами, його син, цар Єгоахаз, був вивезений до Єгипту; онук Йосії, цар Єгояхін, був вивезений до Вавилону, а потім туди ж вивезений і молодший син Йосії, цар Седекія. У 586 (або 587) р. до н. е. відбувається національна катастрофа: Єрусалим і його храм до основи зруйновані військами Навуходоносора, державу знищено. Колони полонених жителів країни — чоловіки, жінки, діти — з невеликими торбинками на плечах йдуть у далеку Вавилонію, де їм належить провести десятки років, а багатьом — залишитись назавжди. Перед цими людьми неминуче поставало болюче питання: «Чому сталося таке нещастя?». Книга Єремії — спроба відповісти на це питання.

## Текст
Найавторитетнішими єврейськими рукописами є два масоретські кодекси — Ленінградський кодекс (1009 р.) і кодекс з Алеппо (X ст.). Відмінності між цими двома кодексами мінімальні. Три неповні рукописи Єремії, виявлені в Кумрані, датуються II—I ст. до н. е. Ці рукописи дуже різні — вони відображають дві стародавні редакції тексту Єремії, довгу і коротку. Масоретський текст ближче до довгої редакції, у той час як Септуагінта (древній переклад грецькою мовою), судячи з усього, була перекладена з короткого варіанту книги. Цим частково пояснюється така велика кількість розбіжностей між Септуагінтою і масоретських текстом в книзі Єремії. Текст Септуагінти (коротка редакція) приблизно на одну восьму коротше масоретського тексту. У Септуагінті рідше зустрічається формула «говорить Господь» (147 разів; у масоретському тексті — 176 разів), менше підзаголовків, ім'я Єремія в більшості випадків не супроводжується уточнюючим словом «пророк», менше повторень одних і тих же пасажів в різних містах книги, в Септуагінті немає криптограм (Єр. 25:25-26, Єр. 51:1, Єр. 51:41). Різне і розташування глав у масоретському тексті та Септуагінті. Головна відмінність полягає в тому, що пророцтва про народи, вміщені у масоретському тексті в кінці книги, в Септуагінті знаходяться в середині (Єр. 25:13 — Єр. 31:44). Крім того, народи в цих пророцтвах перераховані в різній послідовності.
Вважається, що і коротка, і довга редакції тексту виконана редакторами, що належали до того ж ідеологічного напрямку, що і автори книги Повторення Закону.
Крім масоретського тексту, кумранських рукописів і Септуагінти, найважливішими текстуальними свідоцтвами книги Єремії є: Вульгата (переклад на латинську мову), Пешітта (переклад на сирійську мову) і Таргуми (переклади на арамейську мову).

## Історичне тло
У книзі Єремії повідомляється, що діяльність пророка відбувалась при п'яти юдейських царях: Йосії, Єгоахаза, Єгоякима, Єгояхіна і Седекії.
Йосія правив з 640 по 609 р. до н. е. Згідно з 2 Цар. 22 — 23 та 2 Хр. 34 — 35, Йосія здійснив радикальні релігійні реформи, спрямовані на утвердження єдинобожжя. У 2 Цар. 22:3-10 розповідається, що первосвященик Хілкія (тезка отця Єремії) під час ремонту храму у вісімнадцятий рік правління царя знайшов Книгу Закону, після чого й розпочалася реформаторська діяльність Йосії (в 2 Хр 34 говориться, що його реформаторська діяльність почалася до цієї події). Поширена думка, що знайденої книгою була книга Повторення закону.
В часи Йосії Ізраїльське царство давно вже припинило своє існування; воно було знищено ассирійцями в останній чверті VIII ст. до н. е. (Столиця Ізраїльського царства, Самарія, впала в 722 р. до н. е.). Юдея з того часу виплачувала Ассирії данину. У 627 р. до н. е. у Вавилоні встановилася влада халдейської династії (халдеї — семітське плем'я, з IX ст. до н. е. мешкало в Нижній Месопотамії). Об'єднавшись із мідянами, халдеї знищили Ассирійську імперію. Тодішня столиця Ассирії, Ніневія, впала в 612 р. під ударами об'єднаного війська вавилонян і мідян. Вавилонським військом командував батько Навуходоносора Набопаласар. Залишки ассирійської армії протримались ще кілька років в області Харану і Кархемишу. На боці розгромлених ассирійців виступив єгипетський фараон Нехо II, який в 609 р. здійснив похід на північ проти Вавилону. У тому ж році від руки Нехо загинув юдейський цар Йосія (2 Цар. 23:29).
У книзі пророка Єремії немає ніяких виразних згадок про реформи царя Йосії, які почалися як мінімум за п'ять років до покликання Єремії. Єдине, що можна відзначити, це вірші Єр. 22:15-16, де царю дається позитивна оцінка. У книзі міститься лише непряма згадка про смерть Йосії (22:10), хоча, згідно з 2 Хр. 35:25, пророк Єремія був автором скорботної пісні на смерть царя Йосії. Не згадується в книзі і така найважливіша подія, як загибель Ніневії і всієї Ассирійської імперії (пор. 50:18). Син Йосії Єгоахаз правив лише кілька місяців після смерті свого батька. У тому ж 609 р. Єгоахаз був зміщений фараоном Нехо і відправлений до Єгипту, де незабаром помер. Царем Юдеї фараон зробив Єгоякима, старшого брата Єгоахаза. У книзі Єгоахаз згадується під ім'ям Шаллум в невеликому плачі, присвяченому полону царя (Єр. 22:10-12).
Єгояким правив одинадцять років (609—598). Саме в часи правління цього царя відбулася вирішальна битва між Вавилоном і Єгиптом при місті Каркемиш (605 р.). Єгиптяни зазнали поразки, гегемонія в сиро-палестинському регіоні перейшла до Вавилону. У тому ж році царем Вавилону став Навуходоносор. Саме в рік битви при Каркемиші Господь дає Єремії вказівку записати пророчі слова в сувій. Ця дата декілька разів згадується в Єремії. Очевидно, що вона має для пророка особливе значення. У 601 р. фараону Нехо II вдається відбити напад вавилонян. Цар Єгояким (можливо, обнадіяний цією обставиною) відпадає від впливу Вавилону. Військо Навуходоносора підступає до Єрусалиму та інших юдейських фортець. В кінці 598 р. до н. е., незадовго до взяття міста, цар Єгояким помирає. Його вісімнадцятирічний син Єгояхін правив лише три місяці і в березні 597 р. був відведений до Вавилону. Тоді ж відбулася перша масова депортація мешканців Юдеї. У Вавилоні Єгояхіну судилось прожити довге життя.
Єремія пророкує полон царя в Єр. 22:24-30. В останній главі книги розповідається, що Єгояхін провів у вавилонській тюрмі тридцять шість років і лише після смерті Навуходоносора, при новому вавилонському царю Евіл-Меродаху (Амель-Мардуку) був випущений з в'язниці — і з того моменту жив у царському палаці. Цікаво, що це біблійне свідчення було частково підтверджене, частково спростоване вавилонськими джерелами. В архіві Навуходоносора була виявлена табличка, в якій записана місячна норма оливкової олії, що видавалась Єгояхіну, царю Юдеї і п'яти його синам. З цього документу можна зробити висновок, що і при Навуходоносорі, Єгояхін знаходився не у в'язниці, а в царському палаці. Не виключено, що Єгояхін залишався легітимним царем Юдеї не тільки в очах юдейської аристократії, а й в очах самих вавилонян. Імена синів Єгояхіна наводяться в 1 Хр. 3:17-18.
Останній юдейський цар, Седекія, поставлений Навуходоносором, був молодшим сином царя Йосії, тобто припадав забраному в полон Єгояхіну дядьком. Правив він, як і його брат Єгояким, одинадцять років — з 597 по 586 р. На дев'ятий рік свого правління Седекія збирає антивавилонську коаліцію, очолювану єгипетським фараоном Хофра (Апріем). Вавилонське військо знову з'являється біля стін Єрусалиму, і після дворічної облоги, яка переривалася на якийсь термін через втручання єгиптян, місто було взяте і повністю зруйноване. Сталося це в 586 р. до н. е.. Знову значна частина населення була депортована у Вавилонію; Юдейське царство припинило своє існування. Так почався вавилонський полон юдеїв, який тривав до падіння Вавилонської імперії.

## Основні теми та ідеї книги
Основні ідеї та теми книги Єремії такі: Нащадки Ізраїля знову і знову порушують Договір, який Господь уклав з їх батьками (11:6-8). Порушення цього Договору полягає у поклонінні іншим богам, в порушенні морально-етичних приписів Договору, в небажанні коритися слову Господа, що сповіщає Своєму народові через істинних пророків (7:3-15). Інші боги — ідоли, творіння людських рук, — є не що інше, як непотрібні вироби. На відміну від ідолів Господь — Бог живий, Він — Творець неба, землі і всього, що є у світі. Нікчемні боги народів не можуть захистити від біди, саме через них на Юду кинеться нещастя (гл. 10). Якщо раніше народ Ізраїлю любив Господа, як наречена (2:2), то нині він подібний до блудниці (3:1-13). Нащадки Ізраїля винищують істинних пророків (2:30), але дозволяють помилковим пророкам віщувати брехню (5:31) — саме тому псевдопророки загинуть разом з ошуканим народом (14:15-16). Господь відвернувся від свого народу і дозволяє ворогам нищити його (18:17). Господь приведе з півночі страшне плем'я, яке розорить Юдею, а частину мешканців її відведе в полон, частину знищить (5:15-19). У кожній країні, куди будуть вигнані юдеї, їх чекають приниження і муки (29:18). У всьому цьому винні володарі, жерці та пророки Юдеї, а також небажання народу звернути зі шляху зла (2:8; 23:1-2, 15; 25:3-7).
Вавилон — страшний молот, яким Господь розтрощує Юду та інші народи (51:20-23). Щоб виконати волю Господа, юдеї, як і всі інші народи, повинні підкоритися вавилонянам (27:8-11). Однак скільки б Господь не карав Свій народ, Він ніколи не залишить його остаточно (гл. 31). Це так само вірно, як те, що день змінюється вночі (33:25-26). Настане час, коли Господь поверне Свій народ з далекої північної країни та дасть йому праведного царя, нащадка Давида (23:5; 33:15). Тоді Ізраїль і його вороги поміняються місцями (30:16). Всі народи прийдуть до Господа в Єрусалим (3:17). Ковчег старого Договору з Господом буде забутий (3:16), а Господь укладе зі Своїм народом новий Договір (31:31). Кожна людина буде сам відповідати за свої гріхи (31:29-30).

## Мова та стиль
Книга Єремії включає як поетичні, так і прозові тексти. Проза в книзі представлена кількома жанрами: біографічна розповідь (наприклад, гл. 37), історична хроніка (наприклад, гл. 52), пророча мова (наприклад, гл. 7). Відмінними рисами останнього жанру є піднесено-урочистий стиль, довгі й важкі періоди, велика кількість вкладеної прямої мови. За своїм стилем і змістом тексти цього жанру виявляють схожість з книгою Повторення закону. Віршований текст будується на характерному для всієї біблійної поезії паралелізмі. Іноді поезія Єремії виявляє риси схожі з поезією Осії (пор. Єр. 3:1-5 і Ос. 2:5-7), з піснею Мойсея у книзі Повторення закону (пор. Єр. 2:28 і Втор 32:37-38), з деякими псалмами (пор. Єр. 17:5-8 і Пс. 1; Єр. 5:21 і Пс. 113:12-16; 134:15-18), з книгою Йова (пор. Єр. 20 :14-18 та Йов 3). Особливу групу поетичних текстів складають скорботні плачі, які промовляються або від імені самого пророка (10:23-25; 15:15-18), або від імені народу Юдеї (14:7-9). Єремія охоче використовує у поетичній мові різні повтори (4:19; 22:29; 51:20-23), риторичні питання (2:29; 5:22; 18:20), гіперболи (2:20), метафори і порівняння (2:3, 21, 23-24, 26; 4:4; 6:24), метафоричні вирази («дочка Сіону» у значенні «Єрусалим», «дім Юди» в значенні «юдейський народ», «сини Аммона» у значенні «аммонитяни» та ін.) Серед літературних прийомів слід відзначити так звану інклюзію (від латинського інклюдо — «укладати, оточувати»). Цей прийом полягає в тому, що початок і кінець деякого фрагмента (від кількох віршів до групи глав) містять в собі одне і те ж ключове слово, словосполучення, пропозицію — і таким чином поміщають цей фрагмент у рамку. Наприклад, пасаж 10:6-7, що складається з двох віршів, починається і закінчується словами «Немає подібного Тобі». У 20:14-18 таким ключовим словом є слово день — «проклятий день, коли я народився» (20:14) і «дні закінчить в ганьбі» (20:18). Іноді весь фрагмент будується за принципом концентричного повторення подібних елементів (ABC — C'B'A '). За такою схемою побудовані, наприклад, вірші 8:18-21, в яких слова пророка чергуються зі словами народу Юдеї, а в центрі композиції поміщені слова Бога. Інклюзія характерна і для прозових текстів книги. Наприклад, вірші Єр. 16:5-8 обрамляються словами «не ходи до дому, де влаштовують поминальну трапезу» і «в дім, де влаштовують бенкет, не ходи».
Як поетичні, так і прозові тексти Єремії переповнені грою слів, яка ґрунтується на звуковій схожості, багатозначності, омонімії і т. д. (1:11-12, 6:1; 8:14; 19:7 та ін.).

## Композиція
Книга Єремії за своїм стилем і змістом ділиться на декілька великих частин.
- Перший розділ книги являє собою вступ, в якому міститься прозовий заголовок до всієї книги («Ось слова Єремії …») і наводиться віршований діалог Єремії з Господом. Глави 2 — 23 можна назвати першою частиною книги. Ці глави включають різні промови пророка, які ніяк не датовані. У першій частині переважає віршований текст. У поетичному тексті теми вільно перемежовуються, нерідко перехід від теми до теми здійснюється дуже несподівано. Так само несподівано може відбутися перехід від однієї прямої мови до іншої. Мова пророка змінюється словами Бога, ті — словами жителів Юдеї, їх ворогів і т. д. Не завжди ясно, де закінчуються слова одного персонажа і починаються слова іншого. Мова Господа, проте, в більшості випадків відокремлюється особливими позначками (мабуть, пізнішого походження, ніж основний текст). Такими позначками є стереотипні словосполучення: «Так говорить Господь» або «говорить Господь». Часовий момент в цих формулах практично не виражений, тобто їх можна розуміти і в теперішньому часі («говорить»), і в минулому («сказав», «говорив»). Взагалі зміну часу в єврейському тексті найчастіше помітити важко: про жахливу кару за невірність Богу — йдеться то як про майбутню подію, то як про вже доконаний факт. Вільний у тексті перехід від особи до особи: пророк або Господь говорять про грішний народі то в третій особі, то в другій; Господь може говорити про Себе то в першій особі, то в третій. Зміна особи іноді проходить всередині однієї фрази. Усередині першої частини книги можна виділити наступні групи глав. По-перше, це глави, в яких пророче послання передує розповіддю про символічні дії, що здійснюються пророком: глава 13 (Єремія ховає, а потім відкопує лляну пов'язку на стегнах), глави 18 і 19 (Єремія в будинку гончаря, Єремія розбиває глиняний посуд). Розповіді про символічні дії написані прозою. По-друге, це розділ 20, де наводиться епізод біографії пророка — конфлікт з Пашхуром. По-третє, останні три розділи першої частини (21 — 23), в яких помітно переважає тема царів і правителів Юдеї (проза чергується з поезією).
- Другу частину книги складають глави 24 — 38. Як і перша частина, вони містять різні пророчі промови, розповіді про символічні дії пророка, біографічні розповіді. Особливість другої частини полягає в тому, що біографічних відомостей у ній набагато більше і написана вона в основному прозою. Крім того, в розділах другій частині містяться різного роду хронологічні вказівки, яких немає в першій частині книги. У другій частині згадуються наступні дати і хронологічні проміжки: початок правління Єгоякима, 609 р. до н. е. (Гл. 26); четвертий рік правління Єгоякима, 605 р. (гл. 25, 36); полон Єгояхіна, початок правління Седекії, 597 р. (гл. 24, 27, 29); четвертий рік правління Седекії, 593 р. (гл. 28); облога Єрусалиму в останні роки правління Седекії, 588—586 рр. (Гл. 32, 34, 37). Таким чином, в розташуванні глав відсутня хронологічний порядок: глава 24 — Седекія, глави 25, 26 — Єгояким, глави з 27-ї по 34-у — знову Седекія, глави 35, 36 — знову Єгояким, і глави 37, 38 — знову Седекія. Всередині другої частини окремо стоять глави з 30-ї по 33-ю, які містять пророцтва про закінчення полону, майбутнє благоденство і правління праведного царя, нащадка Давида. Тут же, в 31:31, зустрічається (єдиний раз у Старому Завіті) словосполучення Беріт Хадаша («новий Заповіт»). Написані ці розділи віршами. Останні дві глави другої частини (37, 38) являють собою два варіанти біографічного оповідання про арешт Єремії. Далі в книзі (39:1-10) слідує фрагмент історичних хронік про взяття Єрусалиму (потім цей історичний розповідь повторюється в повнішому вигляді в заключній, 52-й главі). У тій же 39-й главі починається прозова розповідь про долю пророка і країни після взяття Єрусалиму. Ця розповідь продовжується до кінця 44-го розділу. Глава 45 стоїть окремо у всій книзі. У ній міститься звернення Господа до Баруха і обіцянка зберегти Баруху життя. Вельми поширена думка, що писар Барух був автором біографічних частин книги. Примітно, що ця глава датована тим самим роком, коли Барух під диктовку Єремії записав промови пророка. У зв'язку з цим цікавим виглядає припущення, що 45-й розділ є не що інше, як підписом Баруха під своїм твором. У розділах 46 — 51 містяться промови, спрямовані проти різних народів. Написані ці розділи віршами.

## ПророкЄремія
Єремія походив з роду священиків, які жили в Анатоті. Пророча діяльність Єремії почалася в часи царя Йосії в рідному місті пророка. Жителі цього маленького міста, як згодом і мешканці Єрусалиму, зненавиділи Єремію за його пророцтва (11:21; 12:6). Після одного з публічних виступів в єрусалимському Храмі пророк Єремія був побитий Пашхуром (ця людина зобов'язана була стежити за порядком у Храмі) і посаджений в колодки (гл. 20). На самому початку правління царя Єгоякима за публічну промову в Храмі Єремія був притягнутий до суду. Лише заступництво високих покровителів врятувало Єремію від смерті (гл. 26). Незабаром після цього Єремія диктує всі свої промови писарю Баруху, прихильникові і, швидше за все, одному з покровителів пророка. До часу, коли Барух записав промови пророка, діяльність Єремії тривала вже більше двадцяти років. Барух читає привселюдно сувій у дворі Храму, потім цей же сувій вельможі зачитують царю. Цар методично, стовпець за стовпцем, спалює сувій у вогнищі. Після цього Єремія знов диктує Баруху свої промови. Пророк і його вірний помічник змушені ховатися від царського гніву (гл. 36).
Після смерті Єгоякима і полону Єгояхіна Єремія закликає своїх одноплемінників і царя Седекію не противитись вавилонянам, за що багато хто в Єрусалимі вважають його зрадником. Єрусалимська аристократія укладає Єремію в страшну підземну в'язницю, де Єремію чекала вірна смерть. Ця в'язниця являла собою яму для зберігання води. Але незабаром, завдяки заступництву царського євнуха Еведмелеха, Єремія був поміщений в більш легкі умови утримання (гл. 38). Коли Єрусалим був узятий, вавилонська військова адміністрація надала Єремії милість — полководець Навуходоносора Невузарадан випускає Єремію з в'язниці і дозволяє йому залишитися в країні. Єремія вирушає до намісника Гедалії, в Міцпу (гл. 40). Після вбивства Гедалії пророк знову звертається з промовою до своїх одноплемінників, переконуючи їх не йти в Єгипет (гл. 42). Біографічні розповіді про Єремію закінчуються тим, що Єремія разом з Барухом змушений йти до Єгипту, де пророк вимовляє ще одну мову — про майбутній похід Навуходоносора на Єгипет (гл. 43 — 44).
Мабуть, з усіх старозавітних пророків Єремія володіє найбільш явним особистісним образом. Перед нами постає жива людина, для якої пророче служіння — не тільки прояв особливої близькості до Бога, але й тяжкий обов'язок, прирікають його на самотність, страждання, загальну ненависть, численні переслідування. Часом його промови, звернені до Бога, повні гірких докорів і нагадують промови страждальця Йова (20:7-10, 14-18). У той же час це служіння дає пророку сили говорити царям і народу про їх гріхи і ту страшну долю, яка чекає їх.
Пророк доносить до своїх одноплемінників послання Господа не тільки за допомогою слів, але і за допомогою певних символічних дій (не випадково, що «слово Господнє» можна не тільки чути, але і бачити, пор. Єр. 23:18). Наприклад, на початку царювання Седекії Єремія надягає на себе ярмо (гл. 27). Сенс цього вчинку в тому, що народ повинен підставити свою шию в ярмо вавилонського царя. На очах у народу і жерців Єремія розбиває глиняний глечик — ось так само на дрібні шматочки Господь розіб'є Юдею (гл. 19). Під час облоги Єрусалиму, перебуваючи у в'язниці, Єремія купує поле у свого двоюрідного брата. Значення цього вчинку таке: у майбутньому в Юдеї настане звичайне життя, коли люди будуть купувати поля, збирати врожай, пасти стада (гл. 32).
У книзі Єремії постійно підкреслюється, що слова, вимовлені пророком, є словами самого Господа. Роль Єремії — лише озвучити ці слова перед одноплемінниками. Іноді й про символічні дії пророка йдеться як про дії самого Господа (Єр. 43:8-10).